# ニトロフラゾン
ニトロフラゾン（英: Nitrofurazone）は、ニトロフラン系合成抗菌剤の一種。ニトロフラール（英: Nitrofural）とも呼ばれる。

## 化学的性質
常温では黄色の粉末で、融点は244℃。水にはごくわずかに溶ける（0.024g/100mL）。

## 用途

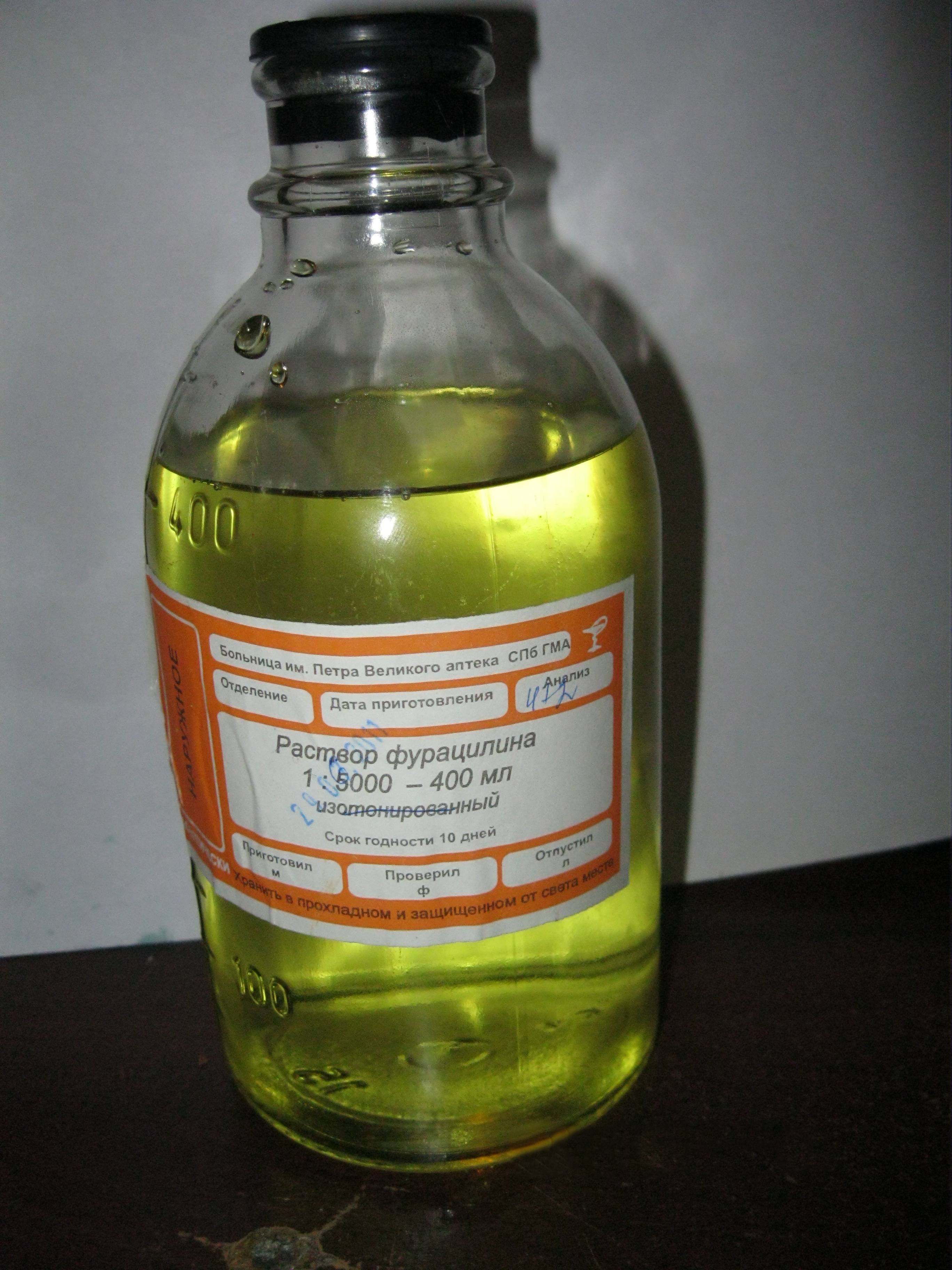

観賞魚などの動物用医薬品として使用されるが、発癌性を示す試験結果があることから、食用動物への使用は日本をはじめとする多くの国で禁止されている。日本の法令では、『食品において「不検出」とされる農薬等の成分である物質』に指定され、一日摂取許容量は定められていない。分析には、代謝生成物であるセミカルバジドを対象とするが、食品容器の添加剤に由来するケースもある。また、ニトロフラゾンのセミカルバジドをグアニジンに置換して水溶性を高めたグアノフラシンが1950年に点眼剤として認可されたが、目周辺の白斑が多数発生したため翌1951年に自主回収の上発売禁止となった（グアノフラシン白斑）。
中国製医薬品の中には、点鼻薬として使用されている場合もある。

## 安全性
国際がん研究機関は、ニトロフラゾンの発癌性についてGroup3（ヒトに対する発癌性が分類できない）に分類している。
雌のマウスに14mg/kg 体重/日 混餌を投与した実験では卵巣の萎縮や卵巣の良性混合腫瘍の増加がみられた。雌のラットに11mg/kg 体重/日 混餌の投与では乳腺線維腺腫の増加が認められた。
急性毒性は、ラットへの腹腔内投与で最小致死量(LDLo)150 mg/kg、マウスへの経口投与で半数致死量(LD50)167 μg/kgであった。

## 合成
下図のように、ニトロフランとセミカルバゾンから合成される。